# Santiago Roa
Santiago Roa Reyes (Bogotá; 4 de octubre de 1995) es un futbolista colombiano. Juega como lateral derecho y actualmente milita en el Deportes Quindío de la Categoría Primera B de Colombia.
Sus hermanos son los también futbolistas Juan Daniel Roa y Nicolás Roa.

## Trayectoria
Santiago Roa nació en la ciudad de Bogotá, la capital de Colombia. Empezó a jugar fútbol desde pequeño en el occidente de la ciudad. Su primer equipo, fue Real Players, donde jugó con su hermano Nicolás Roa; y de donde pasó a las divisiones inferiores de 
Independiente Santa Fe, donde jugaba su hermano mayor Juan Daniel Roa. En las inferiores del equipo cardenal, jugó en varias categorías, siendo un jugador destacado. 
Luego de haber jugado en las divisiones inferiores de Independiente Santa Fe por varios años, en el 2016, Santiago se fue a jugar a préstamo al Club Llaneros junto a su hermano Nicolás Roa. En el equipo de la ciudad de Villavicencio, jugó varios partidos.
En el 2017, Santiago pasa a jugar al Tigres Fútbol Club nuevamente junto a su hermano Nicolás Roa.
En febrero del 2019, firmó por tres años con el América de Cali, pero no puede ser inscrito hasta marzo de ese año por normas del FPC, que reabre en ese mes, inscripciones a jugadores sin contrato.

## Clubes
| Club              | País     | Año       |
| ----------------- | -------- | --------- |
| Llaneros          | Colombia | 2016      |
| Tigres F. C.      | Colombia | 2017      |
| Patriotas Boyacá  | Colombia | 2018      |
| América de Cali   | Colombia | 2019      |
| Patriotas Boyacá  | Colombia | 2020      |
| Alianza Petrolera | Colombia | 2021      |
| Once Caldas       | Colombia | 2022      |
| Tigres F. C.      | Colombia | 2022      |
| Patriotas Boyacá  | Colombia | 2023-2024 |
| Deportes Quindío  | Colombia | 2025-     |